# Petanca en los Juegos Mediterráneos de 2009
La competición de petanca en los Juegos Mediterráneos de 2009 se realizó en el pabellón Centro A. Flacco de la ciudad de Pescara (Italia) entre el 28 de junio y el 3 de julio de 2009.

## Resultados

### Masculino
| Evento                    | Oro                                         | Plata                                    | Bronce                                |
| ------------------------- | ------------------------------------------- | ---------------------------------------- | ------------------------------------- |
| Tiro de precisión (03.07) | Miroslav Petković · Montenegro              | Khaled Zobeidi Argelia                   | Patrick Alcaraz Francia               |
| Tiro progresivo (03.07)   | Fabien Amar Francia                         | Aleš Borčnik Eslovenia                   | Abdelkrim Makhloufi Argelia           |
| Raffa (03.07)             | Emiliano Benedetti · Italia                 | Matteo Albani San Marino                 | Caner Makara Turquía                  |
| Dobles (03.07)            | Fabrizio Bottero · Fabio Dutto · Italia     | Philippe Quintais Pascal Milei Francia   | Taieb Arbi Sami Atallah Túnez         |
| Raffa dobles (03.07)      | Alfonso Nanni · Emiliano Benedetti · Italia | Guerrino Albani Matteo Albani San Marino | Caner Makara Şinasi Seleciler Turquía |

### Femenino
| Evento                    | Oro                                       | Plata                                                  | Bronce                                  |
| ------------------------- | ----------------------------------------- | ------------------------------------------------------ | --------------------------------------- |
| Tiro de precisión (03.07) | Chiara Botteon · Italia                   | İlke Kumartaşlıoğlu Turquía                            | Sonia Bruniaux Francia                  |
| Tiro progresivo (03.07)   | Laurence Essertel Francia                 | Petra Pivk Eslovenia                                   | Ilenia Pasin · Italia                   |
| Raffa (03.07)             | Germana Cantarini · Italia                | Anna maria Ciucci San Marino                           | Rukiye Yüksel Turquía                   |
| Dobles (03.07)            | Mouna El Beji Nadia Ben Abdesselem Túnez  | Rosario Inés Lizón · Yolanda Matarranz Criado · España | Angélique Papon Florence Schopp Francia |
| Raffa dobles (03.07)      | Germana Cantarini · Sefora Corti · Italia | Rukiya Yüksel Deniz Demir Turquía                      | Ana Šundov · Gordana Dagelić · Croacia  |

## Medallero
| Núm. | País       | Oro | Plata | Bronce | Total |
| ---- | ---------- | --- | ----- | ------ | ----- |
| 1    | Italia     | 6   | 0     | 1      | 7     |
| 2    | Francia    | 2   | 1     | 3      | 6     |
| 3    | Túnez      | 1   | 0     | 1      | 2     |
| 4    | Montenegro | 1   | 0     | 0      | 1     |
| 5    | San Marino | 0   | 3     | 0      | 3     |
| 6    | Turquía    | 0   | 2     | 3      | 5     |
| 7    | Eslovenia  | 0   | 2     | 0      | 2     |
| 8    | Argelia    | 0   | 1     | 1      | 2     |
| 9    | España     | 0   | 1     | 0      | 1     |
| 10   | Croacia    | 0   | 0     | 1      | 1     |
|      | TOTAL      | 10  | 10    | 10     | 30    |

- Datos: Q6073292